# Jayden Ulrich
Jayden Ulrich (* 15. September 2002 in East Alton, Illinois) ist eine US-amerikanische Leichtathletin, die sich auf den Diskuswurf spezialisiert hat.

## Sportliche Laufbahn
Jayden Ulrich wuchs in East Alton, Illinois auf und studierte ab 2021 an der Indiana University, ehe sie 2023 an die University of Louisville transferierte. Erste internationale Erfahrungen sammelte sie im Jahr 2024, als sie bei den Olympischen Sommerspielen in Paris mit einer Weite von 61,08 m in der Qualifikationsrunde ausschied.

## Persönliche Bestleistungen
- Kugelstoßen: 18,66 m, 23. Mai 2024 in Lexington
- Diskuswurf: 64,29 m, 11. April 2024 in Long Beach